# Божидар Миленовић
Божидар Миленовић (срп. Чагровац; 1941) је српски економиста, универзитетски професор у пензији, аутор уџбеника и научних радова, и сликар. Био је редовни професор Универзитета у Нишу и Универзитета у Приштини, као и гостујући професор у Женеви и Љубљани. Предавао је предмете из области микроекономије, маркетинга и еколошке економије. Аутор је више уџбеника, научних монографија и чланака. Након пензионисања 2008. године, посветио се сликарству.

## Биографија
Рођен је 1941. године у селу Чагровац у Заплању, недалеко од Ниша. Основну школу завршио је у Чагровцу и Гаџином Хану, а средњу школу и Економски факултет у Нишу. Магистрирао је на Економском факултету у Нишу и докорирао је на Економском факултету у Суботици. Живи у Нишу.

## Пословна и академска каријера
Радио је као економски стручњак и руководилац у Електронској индустрији и Нишпромету. Након завршених магистарских студија 1975. године, радио је као професор Истраживања тржишта на Вишој економској школи у Нишу. Након докторирања 1985. године, радио је као професор Еколошке економије на Факултету заштите на раду Универзитета у Нишу и професор Микроекономије на Економском факултету Универзитета у Приштини.
Био је гостујући професор на Институту за маркетиншка истраживања у Женеви 1986. године и на магистарским студијама на Економском факултету у Љубљани 1987. и 1988. године. Године 1991. и 1992. учествовао је у формирању БК Универзитета у Београду. На Факултету за трговину и банкарство тог Универзитета предавао је Микроекономију, Принципе маркетинга и Маркетиншка истраживања.

Отишао је у пензију 2008. године као редовни професор.
Објавио је петнаестак уџбеника и научних монографија и преко 100 реферата и научних чланака на домаћим и међународним симпозијумима и у домаћим и међународним часописима.

## Уметнички рад и каснији живот
Након одласка у пензију 2008. године, посветио се свом хобију – сликању техником уље на платну. Учествовао је на седамнаест групних изложби слика, које је организовало Удружење ликовних уметника „Луна“ у Нишу, и на по једној групној изложби слика у Алексинцу, Пожаревцу, Београду, Лавову и Варшави. Учествовао је и на десетак међународних онлајн изложби слика.
Године 2024, у осамдесет трећој години живота, написао је роман Далеко од идиле о животу у Заплању.

## Дела
Списак најважнијих објављених радова, књига, монографија и научних чланака, према COBISS бази:

### Књиге и монографије
- Маркетинг истраживање као фактор повезивања производних и прометних ОУР. Миленовић, Божидар С., 1977. COBISS.SR-ID 49444364.
- Istraživanje tržišta organizacija udruženog rada. Milenović, Božidar, 1979. COBISS.SR-ID 47183879.
- Istraživanje ponašanja potrošača : (primena u procesu usklađivanja proizvodnje, prometa i potrošnje). Milenović, Božidar, 1986. COBISS.SR-ID 29886727.
- Marketing menadžment u kanalima distribucije. Milenović, Božidar, 1998. COBISS.SR-ID 60008460.
- Upravljanje marketingom : marketing management. Миленовић, Божидар, 2009. (стручна монографија).  978-86-7746-184-3. COBISS.SR-ID 513858725.
- Strategije marketinga : kako ući na tržište i uspešno opstati na njemu. Миленовић, Божидар ; Ратковић, Милијанка, 2009. (стручна монографија).  978-86-7746-174-4. COBISS.SR-ID 158511116.
- Istraživanje marketinga = Marketing research. Milenović, Božidar S., 2012. (стручна монографија).  978-86-89089-00-4. COBISS.SR-ID 189845004.
- Ponašanje potrošača : marketinški ishodi i perspektive. Milenović, Božidar S., 2014. (стручна монографија).  978-86-89089-06-6. COBISS.SR-ID 211620108.
- Marketing. Миленовић, Божидар ; Ратковић, Милијанка, 2021. (научна монографија).  978-86-6102-035-3. COBISS.SR-ID 53808137.
- Далеко од идиле. Миленовић, Божидар, 2024. (документарна литература).  978-86-7746-973-3. COBISS.SR-ID 144579593.

### Уџбеници
- Микроекономија. Milenović, Božidar S., 1992.  86-82205-02-5. COBISS.SR-ID 16670988.
- Еколошка економија : економски развој и животна средина. Миленовић, Божидар, 1996. COBISS.SR-ID 47136012.
- Mikroekonomija : teorija i primena. Миленовић, Божидар, 1998. COBISS.SR-ID 69610764.
- Ekološka ekonomija : teorija i primena = Environmental economics : theory and applications. Миленовић, Божидар, 2000. COBISS.SR-ID 157866759.
- Kanali marketinga = Marketing Channels. Миленовић, Божидар, 2001. COBISS.SR-ID 93730828.
- Mikroekonomija : teorija i primena. Milenović, Božidar, 2003.  86-83237-03-6. COBISS.SR-ID 514039970.
- Principi marketinga = Marketing Principles. Milenović, Božidar S., 2003.  86-83273-02-8 неважећи . COBISS.SR-ID 108785676.
- Principi marketinga = Marketing Principles. Миленовић, Божидар, 2006.  86-83237-35-4. COBISS.SR-ID 134775052.
- Kanali marketinga : Marketing channels. Миленовић, Божидар, 2007.  86-83237-02-8. COBISS.SR-ID 513575586.
- Marketing. Milenović, Božidar ; Ratković, Milijanka, 2012.  978-86-6185-020-2. COBISS.SR-ID 276125447.

### Чланци и излагања
- "Укорак са савременим захтевима технолошког развоја и заштите животне средине". Milenović, Božidar, 1988. (чланак, саставни део). COBISS.SR-ID 3248898.
- "Научно истраживање на универзитету у функцији успешнијег привредног развоја". Milenović, Božidar, 1991. (чланак, саставни део). COBISS.SR-ID 22569986.
- "Stanje razvoja i primene novih tehnologija u regionu Niš kao osnova za uključivanje u treću tehnološku revoluciju". Milenović, Božidar, 1991. (чланак, саставни део). COBISS.SR-ID 23027202.
- "Економски аспекти политике животне средине". Milenović, Božidar, 1995. (чланак, саставни део). COBISS.SR-ID 67969794.
- "Ekološka dimenzija marketinga". Milenović, Božidar, 1996. (чланак, саставни део). COBISS.SR-ID 51625218.
- "Примена анализе трошкова и користи у области животне средине". Milenović, Božidar, 1996. (чланак, саставни део). COBISS.SR-ID 51440386.
- "Потреба коришћења еколошких индикатора економског развоја". Milenović, Božidar, 1996. (чланак, саставni deo). COBISS.SR-ID 67978242.
- "Концепт дугорочно одрживог економског развоја: еколошки приступ". Milenović, Božidar, 1997. (чланак, саставни део). COBISS.SR-ID 56448770.
- "Merenje učinka u kanalima distribucije". Milenović, Božidar, 1998. (чланак, саставni deo). COBISS.SR-ID 67254274.
- "Upravljanje konfliktima u kanalima distribucije". Milenović, Božidar, 1999. (чланак, саставni deo). COBISS.SR-ID 73117954.
- "Korišćenje ekološkog učinka kao nove perspektive marketinga". Миленовић, Божидар, 2002. (чланак, саставни део). COBISS.SR-ID 108217868.
- "Problemi i mogućnosti unapređenja ekonomskog znanja = (#The#problems and opportunity of improving economic knowledge)". Milenović, Božidar, 2005. (чланак, саставni deo). COBISS.SR-ID 513378722.
- "Distribucioni ishodi primene Interneta u marketingu". Milenović, Božidar ; Ratković, Milijanka, 2001. (излагање на конференцији). COBISS.SR-ID 513715362.
- "Optimizacija dopuštenog nivoa zagađenja životne sredine u tržišnoj privredi = Acceptable level optimisation of environment pollution in the market economy". Milenović, Božidar, 1996. (излагање на конференцији). COBISS.SR-ID 513318562.

### Пројектна документација
- Fabrika za proizvodnju kućišta za elektroniku u Vitomirici kod Peći : ekonomsko-finansijska studija. Миленовић, Божидар ; Сарић, Славко, 1990. COBISS.SR-ID 513085858.
- Rekonstrukcija i izgradnja fabrike procesne opreme "Inox" u Peći : ekonomsko-finansijska studija. Миленовић, Божидар ; Сарић, Славко, 1990. COBISS.SR-ID 513086114.